# NGC 4060
NGC 4060 ist eine linsenförmige Galaxie vom Hubble-Typ S0 im Sternbild Haar der Berenike. Sie ist schätzungsweise 303 Millionen Lichtjahre von der Milchstraße entfernt.
Das Objekt wurde am 18. März 1865 von Albert Marth entdeckt.